# Dennis McGrane
Dennis Robert McGrane (ur. 7 lipca 1962 w Denver) – amerykański skoczek narciarski. Najlepsze wyniki w Pucharze Świata osiągnął w sezonie 1983/1984, kiedy zajął 45. miejsce w klasyfikacji generalnej.
Brał udział w igrzyskach w Sarajewie i Calgary, ale bez sukcesów.

## Puchar Świata w skokach narciarskich

### Miejsca w klasyfikacji generalnej
- sezon 1982/1983: 57
- sezon 1983/1984: 45
- sezon 1984/1985: 73
- sezon 1986/1987: -
- sezon 1987/1988: -

## Igrzyska Olimpijskie
- Indywidualnie
  - 1984 Sarajewo (YUG) – 53. miejsce (duża skocznia), 33. miejsce (duża skocznia)
  - 1988 Calgary (CAN) – 49. miejsce (duża skocznia)